# Gırgır
Gırgır war von 1972 bis 1989 mit ihren drastischen Comics und scharfen politischen Satiren die bekannteste Satirezeitschrift der Türkei.

## Geschichte
Gırgır erschien erstmals am 13. August 1972 als kostenlose Beilage der Tageszeitung Gün. Auf Wunsch des Verlegers Haldun Simavi, dem Sohn des Hürriyet-Gründers Sedat Simavi, wurde aus Gırgır nach einem Jahr eine eigenständige Wochenzeitschrift. Chefredakteur war von Anfang an der Zeichner Oğuz Aral (1936–2004).
Ihren größten Einfluss erreichte Gırgır in den 1980er-Jahren, als sie mit einer halben Million verkauften Exemplaren pro Woche zur drittgrößten Satirezeitschrift der Welt wurde.
1985 trennte sich eine Gruppe jüngerer Zeichner und Satiriker von Gırgır und begann, die Zeitschrift Limon herauszugeben, die unter dem Namen LeMan bis heute weiter erscheint und aus der sich wiederum später die heutigen Zeitschriften Penguen und Uykusuz entwickelten.
Anfang 1989 trennte sich eine weitere Gruppe, die die Zeitschrift Hıbır gründete (1995 eingestellt). Im November desselben Jahres verkaufte die Verleger-Familie Simavi, die Aral und der Redaktion stets große Autonomie gewährt hatte, das Blatt an den damaligen Großverleger Ertuğrul Akbay. Daraufhin verließen auch Oğuz Aral und alle verbliebenen Mitarbeiter das Blatt. Die unter dem neuen Eigentümer herausgegebene Zeitschrift hatte außer dem Namen keine Gemeinsamkeiten mit der alten Zeitschrift, verlor an Bedeutung und wurde 1993 eingestellt. Die Gruppe um Oğuz Aral gründete eine Zeitschrift namens Avni, die bis 1996 erschien.
Seit Mai 2015 erscheint in der Tageszeitung Sözcü samstags eine kostenlose Satirebeilage mit dem Titel Gırgır. Eine direkte Verbindung zur historischen Gırgır gibt es nicht.

## Bedeutung
Gırgır war nicht die erste Satirezeitschrift der Türkei. Doch sie grenzte sich, wie die Journalistin und Ausstellungskuratorin Sabine Küper-Büsch schreibt, vom „trockenen und steifen Salon-Witz und den künstlerischen Bedenken der urbanen Elite-Karikaturisten“ ab, die für ältere Zeitschriften wie Akbaba charakteristisch gewesen seien. Aral hingegen habe sich von den „einfachen Leuten, der vulgären Gossensprache, dem Alltagsleben der Unter- und Mittelschichten angezogen“ gefühlt und sich „in seinen Zeichnungen um eine in ihrer Schlichtheit allgemein verständliche Linie“ bemüht. Schwerpunkt der Zeitschrift waren Karikaturen und Comics, jedoch gab es stets auch Glossen und feuilletonistische Texte.
Gırgır wurde so zur „Mutter“ aller türkischen Satirezeitschriften (Çiğdem Akyol, Die Zeit) bzw. zur „Blaupause“ (Deniz Yücel, taz). „Viele der heute bei den federführenden Zeitschriften LeMan und Penguen arbeitenden Zeichner stammen aus der so genannten Gırgır-Ecole“ (Sabine Küper-Büsch, Jungle World).

## Trivia
Das lautmalerische Wort Gırgır war in den 1960er-Jahren der Name einer türkischen Staubsaugerfirma. Daraus wurde im Türkischen ein Deonym, also ein allgemeines Wort für Staubsauger. Danach benannte sich die Zeitschrift. Durch die Zeitschrift wiederum entstand ein neues Deonym. Im Gegenwartstürkisch bedeutet „Gırgır geçmek“ so viel wie „sich über etwas oder jemanden lustig machen“ oder „jemanden veralbern“.